# Округ Хендри (Флорида)
Хендри (енгл. Hendry County) је округ у америчкој савезној држави Флорида. По попису из 2010. године број становника је 39.140.

## Демографија
Према попису становништва из 2010. у округу је живело 39.140 становника, што је 2.930 (8,1%) становника више него 2000. године.
| Група             | 2000.          | 2010.          |
| Белци             | 15.890 (43,9%) | 13.650 (34,9%) |
| Афроамериканци    | 5.340 (14,7%)  | 5.261 (13,4%)  |
| Азијати           | 162 (0,4%)     | 279 (0,7%)     |
| Хиспаноамериканци | 14.336 (39,6%) | 19.243 (49,2%) |
| Укупно            | 36.210         | 39.140         |